# Nathanael Gerhard af Schultén
Nathanael Gerhard af Schultén, född 29 oktober 1750 i Nagu i Finland, död 4 juni 1825 i Åbo, var en finlandssvensk matematiker och astronom. Han var far till Nathanael och Otto Reinhold af Schultén.

## Biografi
Schultén blev 1772 filosofie magister vid Åbo akademi och 1773 docent i astronomi, förestod en tid den professuren i fysik vid nämnda universitet och utnämndes 1779 till "professor vid Arméns flotta". I denna egenskap verkställde han 1779-86 astronomiska observationer och triangelmätningar över en stor del av Sveriges, Finlands och Ålands skärgårdar. År 1792 utnämndes han till professor vid den nyupprättade Krigsakademien på Karlberg samt 1808 till överste vid Arméns flotta, chef för Sjömätningskåren och överdirektör för Lotsverket. Han erhöll kansliråds titel 1805 och adlig värdighet 1809. År 1813 flyttade han till Finland, ingick i finländsk tjänst och utnämndes till verkligt statsråd 1821. Han blev ledamot av Krigsvetenskapsakademien 1793 och av Kungliga Vetenskapsakademien 1793. I den senare akademien räknades han som utländsk ledamot från 1812. Han utgav åtskilliga läroböcker i matematik, astronomi och mekanik samt flera kartor.